# Медовар, Борис Израилевич
Борис Израилевич Медова́р (16 [29] марта 1916, Киев — 19 марта 2000, Киев) — советский и украинский учёный-металлург.

## Биография
Родился 16 (29) марта 1916 года в Киеве, отец — липовецкий мещанин Сруль Шамсон-Мордкович (Израиль Самсонович) Медовар, мать — Эстер Борух-Шлёмовна (Эстер Борисовна). Окончил Киевский индустриальный институт в 1940 году. С 1941 года работал под руководством Е. О. Патона в ИЭС им. Е. О. Патона АН УССР в Киеве (с перерывом в 1941—1942 годах, когда служил в РККА). В 1942 году вернулся с фронта и работал над внедрением патоновской технологии сварки под флюсом корпусов танков на уральских танковых заводах. Разработал (1944—1951) основные положения скоростной сварки под флюсом для изготовления стальных труб большого диаметра.
Под руководством Б. И. Медовара в 1956—1957 годах была создана первая электропечь типа Р-909 для получения слитков круглого сечения массой 500 т.
С начала 1960-х годов разрабатывал теоретические основы металловедения и металлургии сварки аустенитных сталей. Является одним из соавторов технологии электрошлаковой сварки, наплавления, переплава и литья. С 1979 года руководил работами по созданию нового класса конструкционных металлических материалов. Доктор технических наук (1960), профессор (1963), академик АН УССР (1973).
Депутат ВС УССР 10—11 созывов.
Умер 19 марта 2000 года в Киеве.
Сын — Лев Борисович Медовар (1954, Киев) — ученый в области металлургии

## Награды и премии
- заслуженный деятель науки и техники УССР (1991).
- Сталинская премия третьей степени (1950) — за разработку нового высокопроизводительного способа двудуговой автоматической электросварки труб большого размера
- Ленинская премия (1963) — за разработку и внедрение в промышленность принципиально нового высокоэффективного способа повышения качества специальных сталей и сплавов — электрошлакового переплава плавящимся электродом в металлической водоохлаждаемой изложнице;
- Государственная премия УССР в области науки и техники (1978) — за создание и промышленное внедрение принципиально нового способа получения литых заготовок со свойствами поковок (электрошлаковое литье)[6]
- Премия Совета Министров СССР (1984)
- Государственная премия СССР (1987)
- Государственная премия Украины в области науки и техники (2004) — за инвестиционный металлургический комплекс инновационных технологий производства стали и цельнокатанных железнодорожных колес, которые обеспечивают высокую конкурентоспособность их на международных рынках транспортного металла[7].
- орден Ленина
- орден Отечественной войны II степени (6.4.1985)
- орден Трудового Красного Знамени
- орден Трудового Красного Знамени
- медали

## Труды
- Патон Б. Е., Медовар Б. И., Бойко Г. А. Электрошлаковое литье. Обзор. — М.: НИИМАШ, 1974. — 70 с.
- Патон Б. Е., Медовар Б. И., Бойко Г. А. Электрошлаковое литье. — Киев: Наук. думка, 1981. — 192 с.
- Патон Б. Е., Медовар Б. И., Орловский Ю. И. Электрошлаковое кокильное литье. — Киев: О-во «Знання» УССР, 1982. — 64 с.
- Электрошлаковая технология в машиностроении / Б. И. Медовар, В. Я. Саенко, И. Д. Нагаевский, А. Д. Чепурной. — Киев: Техніка, 1984. — 215 с.
- Электрошлаковая тигельная плавка и разливка металла / Б. И. Медовар, В. Л. Шевцов, В. Л. Мартын и др. — Киев: Наук. думка, 1988. — 216 с.
- Качество электрошлакового металла: монография / Б. И. Медовар, А. К. Цыкуленко, Д. М. Дяченко; Под ред. Б. Е. Патона, Б. И. Медовара. — Киев : Наук. думка, 1990. — 312 c.: ил. — ISBN 5-12-001659-6
- Горячая раскатка стальных колец и обечаек: монография / Б. И. Медовар, А. К. Цыкуленко, Д. М. Дяченко и др.; Под ред. Б. Е. Патона, Б. И. Медовара. — Киев: Наукова думка, 1993. — 240 c.: ил. — ISBN 5-12-002966-3
- Медовар Б. И., Цыкуленко Л. К., Шевцов В. Л. Металлургия электрошлакового процесса. — Киев: Наук. думка, 1986. — 248 с.
- Металлургия вчера, сегодня, завтра: монография / Б. И. Медовар. — 2-е изд., доп. и перераб. — Киев : Наук. думка, 1990. — 191 с.: ил. — ISBN 5-12-001759-2
- Медовар Б. И. Избранные труды: сборник — Киев : Наук. думка, 2006. — 637 с.: ил. — ISBN 966-00-0443-5